# Yecuatla
Yecuatla là một đô thị thuộc bang Veracruz, México. Năm 2005, dân số của đô thị này là 11446 người.